# Чо, Дэвид Ёнги
Дэвид Ёнги Чо, известный также как Дэвид Йонги Чо (14 февраля 1936 — 14 сентября 2021) — христианский проповедник в Корее. Почётный пастор (до 2008 г. был старшим пастором) и основатель крупнейшей в мире пятидесятнической церкви — Церковь Полного Евангелия Ёыйдо (Ассамблеи Бога), численность прихожан церкви — 830 000 человек (по состоянию на 2007 г.). В воскресенье служения в церкви проходят 7 раз, и несмотря на это желающих так много, что людям приходится занимать места за два часа до собрания. Храм церкви в Сеуле является самым посещаемым христианским храмом в мире.

## Ранние годы
Родился 14 февраля 1936 года, в местечке Ульджугун, которое сейчас является частью метрополии Ульсана. Старший сын Чо Дучхона и Ким Боксон, Ёнги Чо рос в семье вместе с пятью братьями и четырьмя сёстрами. Окончил школу с отличием, но надежды на университетское образование разрушились, когда бизнес отца обанкротился. В результате он поступил в дешёвый торговый техникум. В то же время он стал бывать на Американской военной базе неподалёку от школы, где и выучил английский язык. Талантливый студент схватывал всё на лету и, вскоре, стал переводчиком для командования базы и для руководства школы.
Воспитанный в традициях Буддизма, в возрасте 19 лет Ёнги Чо уверовал во Христа. Поводом для этого послужил страшный диагноз — туберкулёз. В больнице юношу ежедневно навещала неизвестная девочка и рассказывала ему об Иисусе Христе. Однажды она опустилась на колени, чтобы молиться за него, и начала плакать. Он был глубоко тронут, и сказал ей: «Не плачь … Теперь я знаю о вашей христианской любви. Поскольку я умираю я стану христианином для тебя.» Она дала ему собственную Библию и сказала: «Если ты будешь читать с верой, ты найдешь Слова жизни». После этого он получил ряд духовных переживаний, в том числе то, что у пятидесятников называется «крещением Святым Духом», (в результате которого у верующего появляется дар говорения иных языках) После этого он увидел Иисуса в видении. Полагая, что Бог призвал его на служение, Ёнги Чо начал работать в качестве переводчика для американского евангелиста Кена Тайза. В 1956 году он получил стипендию для изучения богословия в Библейский колледже Полного Евангелия в Сеуле. Там он встретил Чхве Джасиль (кор. 최자실), которая стала его близким соратником и, в дальнейшем, тёщей. Он получил диплом в марте 1958.

## Церковь Тэджо
В мае 1958 года Ёнги Чо провёл первое богослужение в доме своей подруги Чхве Джасиль. Только Чхве и её трое детей приняли участие в службе, но церковь быстро росла и вскоре достигла пятьдесят членов. Ёнги Чо и члены церкви начали активную евангелизацию — ходить по домам и приглашать людей прийти в храм, и в течение трех лет, церковь выросла до четырёхсот членов. В 1961 году церковь приобрела свой первый участок земли в Содэмун-гу.
В январе 1961 росту церкви помешал призыв Ёнги Чо в вооружённые силы Республики Корея. На время отсутствия Ёнги Чо попросил занять пост пастора американского миссионера Джона Хёрстона. Однако служба в армии для пастора Ёнги Чо была недолгой: ему требовалась серьёзная хирургическая помощь из-за острых кишечных заболеваний, и через 7 месяцев службы он был уволен в запас по состоянию здоровья.

## Всемирное служение
Чо провёл более 44 лет подчёркивая важность служения домашних групп, которое, как он считает, является ключом к росту церкви, а также команды служителей.
В ноябре 1976 года Чо основал «Международное служение Роста Церквей», посвящённое обучению принципам благовестия и роста церкви для пастырей всех церквей по всему миру. В январе 1986 года он основал благотворительную организацию для благосостояния города Элим, и ряд учреждений для пожилых людей, молодёжи, бездомных и безработных. Последнее используется для подготовки кадров на выбор из четырёх профессий. В марте того же года он основал университет Hansei. Он был председателем Всемирной Ассамблеи Бога с 1992 по 2000, и служил в качестве председателя Корейская ассоциация христианских лидеров С ноября 1998 года. Он также занимал пост председателя благотворительной организации «Благотворительные люди» с февраля 1999 года.
1976 ноябрь. ~ Председатель Правления «Международного служения Роста Церквей»
1986 январь. ~ Председателя Элим благосостояния города, оборудование для пожилых и молодых людей
1986 марта. ~ Председатель Совета попечителей университета Hansei
1992 сентября. ~ 2000 августа. Председатель Всемирной Ассамблеи Бога.
1999 февраля. Председатель неправительственной организации «Благотворительные люди»
28 марта 2000 ~ Основатель и исполнительный директор Дэвид Чо Евангелистской Миссии
В дополнение к родному корейскому, Чо владеет английским языком. Он написал множество книг, в том числе: двухтомник «Четвёртое измерение», «Святой Дух — Мой старший партнёр», «Молясь с Иисусом», «Больше, чем Числа», а также «Молитва, ключ к Возрождению». У него трое взрослых сыновей.

## Отличительные учения

### Вера в четвёртое измерение
Пастырь Чо, как он описывает сам в своей книге, долго искал ключ к вере. Его переполняла жажда, жажда Божьих ответов в его жизни. Четвёртое измерение — это духовный мир, мир, который мы не видим глазами физическими. Но чтобы получить желаемое, нужно увидеть это чётко глазами духовными, увидеть невидимое в деталях (увидеть себя здоровым, или увидеть красный велосипед, который Вы так желаете, стоящий у дома).